# Судома
Судома (рус. Судома) река је на западу европског дела Руске Федерације. Протиче преко територије Бежаничког и Дедовичког рејона на истоку Псковске области. Лева је притока реке Шелоњ у коју се улива на 178 километру, те део басена реке Неве и Балтичког мора.
Настаје у источним деловима Судомског побрђа као отока маленог глацијалног Наверешког језера. Укупна површина сливног подручја је 480 km², док је дужина водотока 65 km. Ширина корита ретко прелази 20 метара, док су максималне дубине до једног метра.
Њене најважије притоке су Хмељка (дужине 14 km, са ушћем на левој обали на 14. км), Кобилица (са десне стране и ушћем на 30. км) и Локонка (ушће на 51 километру).